# Bonatea duciata
Bonatea duciata är en fjärilsart som beskrevs av J. Peter Maassen 1890. Bonatea duciata ingår i släktet Bonatea och familjen mätare. Inga underarter finns listade i Catalogue of Life.